# 冲永佳史
冲永 佳史（おきなが よしひと、1973年4月8日 - ）は、日本の学校経営者、教育者。

## 来歴
1973年、帝京大学創設者である冲永荘一の次男として生まれる。慶應義塾中等部、慶應義塾高等学校を経て、1996年、慶應義塾大学理工学部卒業。1998年、同大学院理工学研究科機械工学専攻修士課程修了。2002年、同専攻博士課程単位取得満期退学。慶應義塾大学大学院理工学研究科では、乱流工学を研究した。
1993年、学校法人沖永学園理事長。1998年、学校法人帝京平成大学副理事。2002年、学校法人帝京大学理事長。2002年から帝京大学学長を兼任。2009年、帝京大学帝京短期大学学長を兼任。このほか、帝京大学グループの複数の学校の理事長・学長を兼任している。